# Husfrudöme
Husfrudöme var från medeltiden till 1600-talet den maktställning som tillkom en husfru, varmed avsågs såväl hennes kapacitet som hustru som den som husmor åt husfolket. Nycklar och lås utgjorde symboler för husfruns makt över all den egendom (livsmedel, smycken, linne etc.) som förvaltades av henne i hemmet. Enligt Östgötalagen kunde ibland husfrun förvalta även egendom som hon ärvt och som låg utanför hemmet. Stadganden om husfruns befogenheter fanns såväl i de gamla landskapslagarna som i Magnus Erikssons landslag och i kung Kristoffers landslag.